# Nekketsu Kakutou Densetsu
Nekketsu Kakutō Densetsu (яп. 熱血格闘伝説, сокращённо NKD) — видеоигра в жанре файтинг для игровой приставки Famicom (см. NES), выпущенная компанией Technos Japan Corporation в декабре 1992 года. Одна из игр серии Kunio-kun. Существенно отличается от большинства других игр жанра. В 1998 году переведена фанатами на английский язык, получив название Riki Kunio.

## Сюжет
Кунио Кун (яп. くにおくん кунио-кун), проходя мимо своего шкафчика в школе Nekketsu, обнаруживает записку, в которой «Двойники Тигры» приглашают его на состязание, чтобы выяснить, кто сильнее. Но давний соперник Кунио — Рики (англ. Riki) узнаёт о приглашении и, считая, что Кунио не достоин такой чести, устраивает турнир, в котором принимают участие ещё 14 бойцов, дабы выяснить, кто из них лучший. Кунио Куну предстоит победить всех противников, чтобы заслужить право сражаться в финальном матче против «Двойников Тигров», Торадзи (англ. Toraji) и Тораити (англ. Toraichi).

## Геймплей
Особенности игры:
- псевдотрёхмерная графика (аналогичная большинству NES-игр жанра beat 'em up);
- сражаются всегда четверо (игра поддерживает до 4-х геймпадов, всеми «незанятыми» бойцами управляет компьютер);
- влияние ландшафта на тактику боя (пружинящие стены, электропровода, скользкий пол, шипы, мины и т. д.);
- возможность создавать собственных персонажей с уникальными характеристиками.

Режимы:
Игра на прохождение (1—2 игрока). Представляет собой парный круговой турнир, состоящий не менее чем из 15 туров и финального сражения. Цель — одержать больше побед, чем соперники, заслужив тем самым право сразиться с финальными боссами. Бои конкурентов остаются «за кадром», но их результаты учитываются в турнирной таблице. Перед началом турнира можно выбрать систему правил (например, возможность и условия досрочной победы в бою). Неосторожные действия напарника наносят такой же урон, как и действия соперников. Дополнительная особенность режима — наличие командных спецприёмов. В финале число попыток не ограничено. После победы над боссами игрокам демонстрируют один из трёх заключительных роликов (какой именно — зависит от состава команды).
Режим одиночных сражений (1—4 игрока). Игроки выбирают или создают себе персонажей, заполняют оставшиеся места компьютерными бойцами, выбирают одну из семи доступных локаций и систему правил, после чего начинается бой. Каждый играет за себя, командных спецприёмов нет. По окончании боя игроков возвращают на экран выбора локации.

## Ремейк для PC
В 2003 году на PC вышел фанатский ремейк игры под названием KD Legend of Burning Fighters. Основные отличия от NKD: сетевой мультиплеер с поддержкой до 8 игроков, новые режимы, наличие оружия, множество новых настроек и персонажей. Обновлённые версии выходили в 2006 и 2012 годах. Также выходили очень много разных модификаций данной игры сделанные разными фанатами.